# ريو أساي
ريو أساي (باليابانية: 浅井良؛ بالكانا: あさい りょう) هو لاعب كرة قاعدة ياباني، ولد في 19 يوليو 1979 في توتسوكا-كو في اليابان.

## وصلات خارجية
- ريو أساي على موقع الدوري الياباني لكرة القاعدة (الإنجليزية)
- ريو أساي على موقعبيزبول رفرنس.كوم (الدوري الثانوي) (الإنجليزية)